# Clubiona wunderlichi
Clubiona wunderlichi är en spindelart som beskrevs av Mikhailov 1992. Clubiona wunderlichi ingår i släktet Clubiona och familjen säckspindlar.
Artens utbredningsområde är Mongoliet. Inga underarter finns listade i Catalogue of Life.